# هارون بن خمارویه

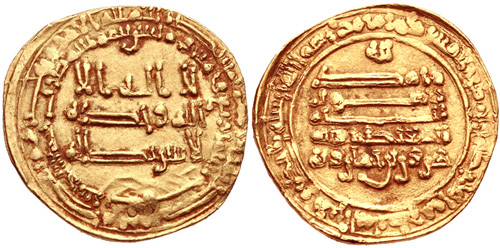
دینار طلا در زمان هارون بن خمارویه

هارون بن خمارویه (عربی: هارون بن خمارويه؛ نامشخص – ۳۰ دسامبر ۰۹۰۴) چهارمین حاکم طولونیان در مصر بود.